# Con te partirò
Con te partirò (Italiaans: /kon ˈte partiˈrɔ/) is een Italiaans lied geschreven door Francesco Sartori (muziek) en Lucio Quarantotto (tekst). De première werd in 1995 verzorgd door Andrea Bocelli op het San Remo Festival.
Het nummer kende een groot succes en is later nog uitgegeven in een versie met Bocelli onder de naam Time to Say Goodbye, waarin gedeeltelijk Engels werd gezongen door de sopraan Sarah Brightman. Een Spaanse versie is bekend onder de naam Por ti Volaré, met een beduidend andere tekst.

## Hitnotering

### Con te partirò
| "Con te partirò" in de Nederlandse Top 40 binnen: 06-04-1996 | "Con te partirò" in de Nederlandse Top 40 binnen: 06-04-1996 | "Con te partirò" in de Nederlandse Top 40 binnen: 06-04-1996 | "Con te partirò" in de Nederlandse Top 40 binnen: 06-04-1996 | "Con te partirò" in de Nederlandse Top 40 binnen: 06-04-1996 | "Con te partirò" in de Nederlandse Top 40 binnen: 06-04-1996 | "Con te partirò" in de Nederlandse Top 40 binnen: 06-04-1996 |
| Week                                                         | 1                                                            | 2                                                            | 3                                                            | 4                                                            | 5                                                            |                                                              |
| ------------------------------------------------------------ | ------------------------------------------------------------ | ------------------------------------------------------------ | ------------------------------------------------------------ | ------------------------------------------------------------ | ------------------------------------------------------------ | ------------------------------------------------------------ |
| Nummer                                                       | 27                                                           | 23                                                           | 20                                                           | 23                                                           | 30                                                           | uit                                                          |

| Con te partirò in de Vlaamse Ultratop 50 - binnen 17-02-1996 | Con te partirò in de Vlaamse Ultratop 50 - binnen 17-02-1996 | Con te partirò in de Vlaamse Ultratop 50 - binnen 17-02-1996 | Con te partirò in de Vlaamse Ultratop 50 - binnen 17-02-1996 | Con te partirò in de Vlaamse Ultratop 50 - binnen 17-02-1996 | Con te partirò in de Vlaamse Ultratop 50 - binnen 17-02-1996 | Con te partirò in de Vlaamse Ultratop 50 - binnen 17-02-1996 | Con te partirò in de Vlaamse Ultratop 50 - binnen 17-02-1996 | Con te partirò in de Vlaamse Ultratop 50 - binnen 17-02-1996 | Con te partirò in de Vlaamse Ultratop 50 - binnen 17-02-1996 | Con te partirò in de Vlaamse Ultratop 50 - binnen 17-02-1996 | Con te partirò in de Vlaamse Ultratop 50 - binnen 17-02-1996 | Con te partirò in de Vlaamse Ultratop 50 - binnen 17-02-1996 | Con te partirò in de Vlaamse Ultratop 50 - binnen 17-02-1996 | Con te partirò in de Vlaamse Ultratop 50 - binnen 17-02-1996 | Con te partirò in de Vlaamse Ultratop 50 - binnen 17-02-1996 | Con te partirò in de Vlaamse Ultratop 50 - binnen 17-02-1996 | Con te partirò in de Vlaamse Ultratop 50 - binnen 17-02-1996 | Con te partirò in de Vlaamse Ultratop 50 - binnen 17-02-1996 | Con te partirò in de Vlaamse Ultratop 50 - binnen 17-02-1996 | Con te partirò in de Vlaamse Ultratop 50 - binnen 17-02-1996 | Con te partirò in de Vlaamse Ultratop 50 - binnen 17-02-1996 | Con te partirò in de Vlaamse Ultratop 50 - binnen 17-02-1996 | Con te partirò in de Vlaamse Ultratop 50 - binnen 17-02-1996 |
| Week                                                         | 1                                                            | 2                                                            | 3                                                            | 4                                                            | 5                                                            | 6                                                            | 7                                                            | 8                                                            | 9                                                            | 10                                                           | 11                                                           | 12                                                           | 13                                                           | 14                                                           | 15                                                           | 16                                                           | 17                                                           | 18                                                           | 19                                                           | 20                                                           | 21                                                           | 22                                                           |                                                              |
| ------------------------------------------------------------ | ------------------------------------------------------------ | ------------------------------------------------------------ | ------------------------------------------------------------ | ------------------------------------------------------------ | ------------------------------------------------------------ | ------------------------------------------------------------ | ------------------------------------------------------------ | ------------------------------------------------------------ | ------------------------------------------------------------ | ------------------------------------------------------------ | ------------------------------------------------------------ | ------------------------------------------------------------ | ------------------------------------------------------------ | ------------------------------------------------------------ | ------------------------------------------------------------ | ------------------------------------------------------------ | ------------------------------------------------------------ | ------------------------------------------------------------ | ------------------------------------------------------------ | ------------------------------------------------------------ | ------------------------------------------------------------ | ------------------------------------------------------------ | ------------------------------------------------------------ |
| Nummer                                                       | 34                                                           | 3                                                            | 1                                                            | 1                                                            | 1                                                            | 1                                                            | 1                                                            | 1                                                            | 1                                                            | 1                                                            | 1                                                            | 1                                                            | 5                                                            | 8                                                            | 8                                                            | 6                                                            | 11                                                           | 14                                                           | 16                                                           | 26                                                           | 41                                                           | 48                                                           | uit                                                          |

| Nummer met noteringen in de NPO Radio 2 Top 2000 | '99 | '00 | '01 | '02 | '03 | '04 | '05 | '06 | '07 | '08 | '09 | '10 | '11 | '12 | '13 | '14 | '15 | '16 | '17 | '18 | '19 | '20 | '21 | '22 | '23 | '24 |
| ------------------------------------------------ | --- | --- | --- | --- | --- | --- | --- | --- | --- | --- | --- | --- | --- | --- | --- | --- | --- | --- | --- | --- | --- | --- | --- | --- | --- | --- |
| Con te partirò                                   | 109 | -   | 155 | 251 | 364 | 248 | 326 | 373 | 135 | 228 | 755 | 493 | 556 | 735 | 706 | 898 | 697 | 724 | 779 | 912 | 994 | 875 | 854 | 909 | 876 | 893 |

1. ↑  Een '-' betekent dat het nummer niet was genoteerd en een vetgedrukt getal geeft de hoogste notering aan.

### Time to Say Goodbye
| Time to Say Goodbye in de Nederlandse Top 40 - binnen: 25-01-1997 | Time to Say Goodbye in de Nederlandse Top 40 - binnen: 25-01-1997 | Time to Say Goodbye in de Nederlandse Top 40 - binnen: 25-01-1997 | Time to Say Goodbye in de Nederlandse Top 40 - binnen: 25-01-1997 | Time to Say Goodbye in de Nederlandse Top 40 - binnen: 25-01-1997 | Time to Say Goodbye in de Nederlandse Top 40 - binnen: 25-01-1997 | Time to Say Goodbye in de Nederlandse Top 40 - binnen: 25-01-1997 | Time to Say Goodbye in de Nederlandse Top 40 - binnen: 25-01-1997 | Time to Say Goodbye in de Nederlandse Top 40 - binnen: 25-01-1997 | Time to Say Goodbye in de Nederlandse Top 40 - binnen: 25-01-1997 | Time to Say Goodbye in de Nederlandse Top 40 - binnen: 25-01-1997 | Time to Say Goodbye in de Nederlandse Top 40 - binnen: 25-01-1997 | Time to Say Goodbye in de Nederlandse Top 40 - binnen: 25-01-1997 | Time to Say Goodbye in de Nederlandse Top 40 - binnen: 25-01-1997 | Time to Say Goodbye in de Nederlandse Top 40 - binnen: 25-01-1997 | Time to Say Goodbye in de Nederlandse Top 40 - binnen: 25-01-1997 | Time to Say Goodbye in de Nederlandse Top 40 - binnen: 25-01-1997 | Time to Say Goodbye in de Nederlandse Top 40 - binnen: 25-01-1997 | Time to Say Goodbye in de Nederlandse Top 40 - binnen: 25-01-1997 | Time to Say Goodbye in de Nederlandse Top 40 - binnen: 25-01-1997 | Time to Say Goodbye in de Nederlandse Top 40 - binnen: 25-01-1997 | Time to Say Goodbye in de Nederlandse Top 40 - binnen: 25-01-1997 | Time to Say Goodbye in de Nederlandse Top 40 - binnen: 25-01-1997 |
| Week                                                              | 1                                                                 | 2                                                                 | 3                                                                 | 4                                                                 | 5                                                                 | 6                                                                 | 7                                                                 | 8                                                                 | 9                                                                 | 10                                                                | 11                                                                | 12                                                                | 13                                                                | 14                                                                | 15                                                                | 16                                                                | 17                                                                | 18                                                                | 19                                                                | 20                                                                | 21                                                                |                                                                   |
| ----------------------------------------------------------------- | ----------------------------------------------------------------- | ----------------------------------------------------------------- | ----------------------------------------------------------------- | ----------------------------------------------------------------- | ----------------------------------------------------------------- | ----------------------------------------------------------------- | ----------------------------------------------------------------- | ----------------------------------------------------------------- | ----------------------------------------------------------------- | ----------------------------------------------------------------- | ----------------------------------------------------------------- | ----------------------------------------------------------------- | ----------------------------------------------------------------- | ----------------------------------------------------------------- | ----------------------------------------------------------------- | ----------------------------------------------------------------- | ----------------------------------------------------------------- | ----------------------------------------------------------------- | ----------------------------------------------------------------- | ----------------------------------------------------------------- | ----------------------------------------------------------------- | ----------------------------------------------------------------- |
| Nummer                                                            | 17                                                                | 10                                                                | 10                                                                | 14                                                                | 8                                                                 | 8                                                                 | 8                                                                 | 8                                                                 | 8                                                                 | 10                                                                | 10                                                                | 17                                                                | 22                                                                | 13                                                                | 13                                                                | 17                                                                | 23                                                                | 25                                                                | 29                                                                | 33                                                                | 35                                                                | uit                                                               |

| Nummer met noteringen in de NPO Radio 2 Top 2000 | '05  | '06 | '07 | '08 | '09 | '10 | '11 | '12 | '13 | '14 | '15 | '16 | '17  | '18 | '19 | '20 | '21 | '22 | '23 | '24 |
| ------------------------------------------------ | ---- | --- | --- | --- | --- | --- | --- | --- | --- | --- | --- | --- | ---- | --- | --- | --- | --- | --- | --- | --- |
| Time to Say Goodbye                              | 1841 | 174 | 91  | 293 | 301 | 212 | 251 | 370 | 353 | 426 | 535 | 828 | 1081 | 516 | 620 | 510 | 530 | 553 | 594 | 668 |

1. ↑  Een vetgedrukt getal geeft de hoogste notering aan.
2. ↑  2005 was het eerste jaar met een notering voor dit nummer.